# La llei de Goodnight: la reina de cors
La llei de Goodnight: la reina de cors (originalment en anglès, Goodnight for Justice: Queen of Hearts) és una pel·lícula de western estatunidenca del 2013 dirigida per Martin Wood i protagonitzada per Luke Perry, Katharine Isabelle i Ricky Schroder. Escrita per Neal i Tippi Dobrofsky, basada en personatges creats per Luke Perry, la pel·lícula tracta sobre un jutge de circuit que rescata una dona d'un coronel venjatiu. Ignorant que la dona és una estafadora, el jutge l'ajuda a escapar del seu perseguidor i el seu viatge junts els porta a un arriscat vaixell fluvial, on el jutge descobreix la veritable identitat de la dona, just quan el coronel els atrapa. La llei de Goodnight: la reina de cors és la tercera i última pel·lícula d'una sèrie, precedida per La llei de Goodnight (2011) i La llei de Goodnight: la fermesa d'un home (2012). Totes tres s'han doblat al valencià per a À Punt.

## Repartiment
- Luke Perry com a John Goodnight
- Katharine Isabelle com a Lucy Truffaut
- Ricky Schroder com el coronel Cyril Knox
- Ryan Robbins com a Pinkerton
- Patrick Sabongui com a home
- Kerry James com a Butch Cassidy
- Adam Greydon Reid com a Fat Cat
- Jerry Wasserman com a xèrif
- Serge Houde com a banquer
- David Milchard com a diputat
- Donald Adams com a propietari
- Billy Wickman com a primer oficial[2]